# Johann Jakob von Tschudi

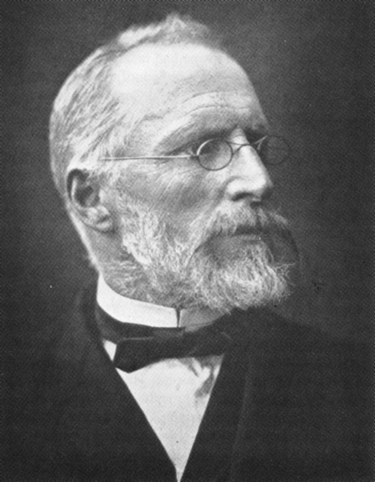
Von Tschudi

Johann Jakob von Tschudi (* 25. Juli 1818 in Glarus; † 8. Oktober 1889 in Lichtenegg bei Wiener Neustadt) war ein bedeutender Schweizer Naturforscher, Forschungsreisender, Zoologe, Linguist und Diplomat, der verschiedene Werke zur Quechua-Sprache, zur Fauna und Kultur Perus und zu seinen Reisen durch Südamerika verfasste.

## Leben

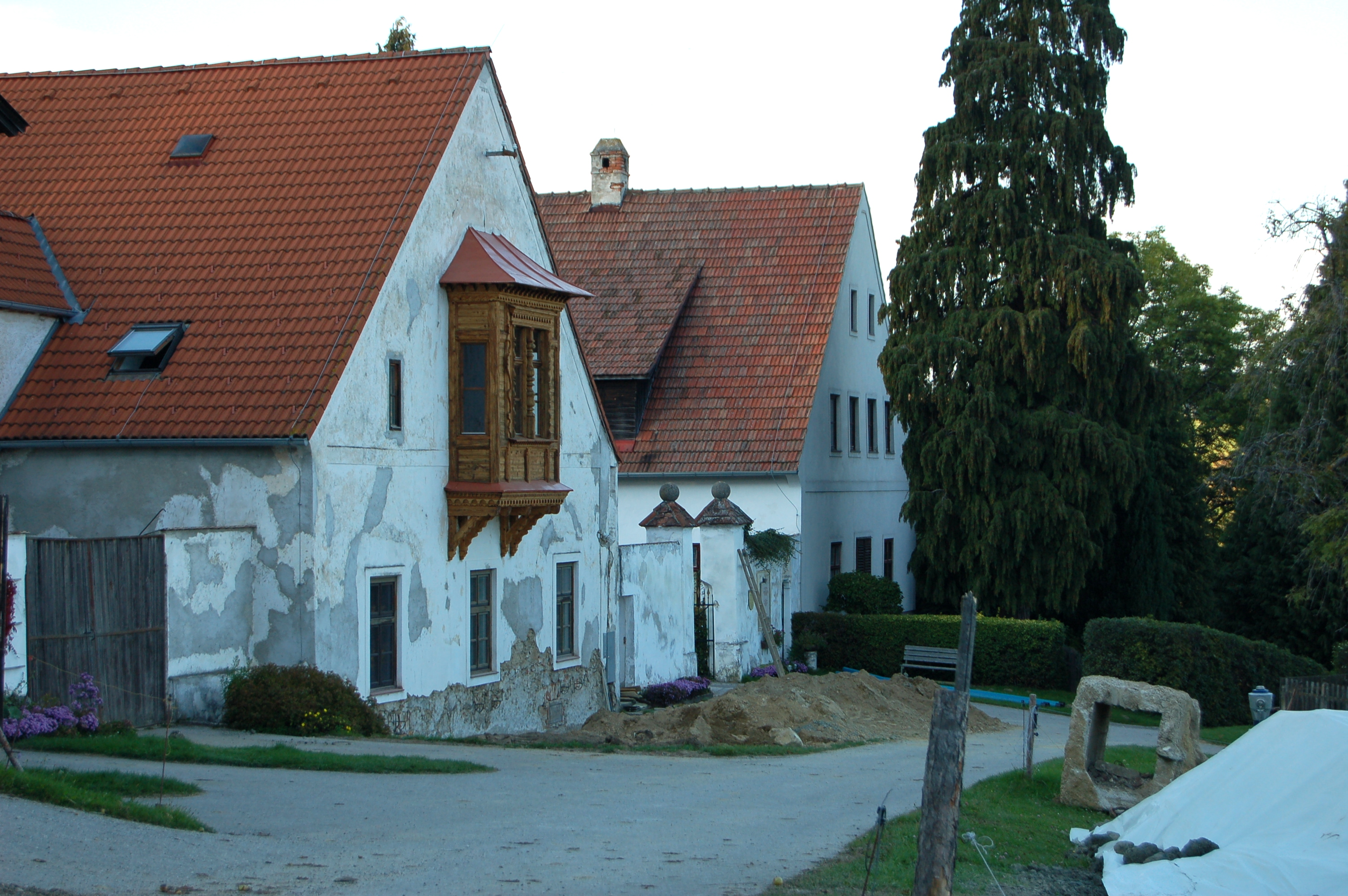
Der Jakobshof, 1952 in Tschudihof umbenannt

Seine Eltern waren der Kaufmann und Ratsherr in Zürich Johann Jakob von Tschudi und dessen Ehefrau Anna Maria Zwicky. Nach dem frühen Tode des Vaters musste die Mutter die Erziehung ihrer sechs Kinder zugleich mit dem in Liquidation getretenen Geschäft leiten.
Von Tschudi studierte in Leiden, Neuchâtel, Zürich und Paris, später auch in Berlin und Würzburg Naturwissenschaft, bereiste 1838 bis 1843 Peru, lebte ab 1848 auf seiner Besitzung Jakobshof in Lichtenegg (Niederösterreich), bereiste 1857 bis 1859 Brasilien, die La-Plata-Staaten, Chile, Bolivien und Peru. Als Angehöriger der europäischen Wissenschaftselite verknüpfte von Tschudi auf vielfältige Weise die Schweiz mit dem globalen kolonialistischen System seiner Zeit. Von Tschudi lernte in Lima Mariano Eduardo de Rivero y Ustariz, Direktor des Nationalen Museums für Archäologie, Anthropologie und Geschichte von Perú, kennen und wurde im Rahmen gemeinsamer Studien Co-Autor der ersten Kultur- und Kunstgeschichte von alt Peru, des berühmten Buches Antigüedades Peruanas, welches 1851 in Wien publiziert wurde. Die Tierpräparate, die von Tschudi aus Peru mitbrachte, werden heute vom Musée d’Art et d’Histoire de Neuchâtel aufbewahrt. Der schriftliche Nachlass von Tschudis ging grösstenteils verloren. 1964 gelangten einige wertvolle Objekte in das Museum des Landes Glarus in Näfels, so einige Bildnisse, die meisten Originalvorlagen (Deckfarben) für den Tafelband der Antigüedades Peruanas sowie eigenhändige Zeichnungen von Tschudis, die grösstenteils als Vorlagen für Illustrationen seiner Südamerika-Bücher dienten.
Von Tschudi ging 1859 als Gesandter der Schweiz nach Brasilien, wo er namentlich auch zum Studium der Einwanderungsverhältnisse von Halbpächtern die mittleren und südlichen Provinzen bereiste, kehrte 1861 zurück, ging 1866 als schweizerischer Geschäftsträger nach Wien und wurde 1868 zum ausserordentlichen Gesandten und bevollmächtigten Minister daselbst ernannt. 
Ab 1883 lebte er wieder auf seinem Gut. Er veröffentlichte zahlreiche Schriften zu indigenen Völkern Südamerikas und auch zu deren Praktik der Schädeldeformation. Er heiratete 1849 Ottilie Schnorr von Carolsfeld, eine Tochter des Malers Ludwig Ferdinand Schnorr von Carolsfeld. Das Paar hatte einen Sohn: Hugo (* 7. Februar 1851; † 23. November 1911), dieser wurde ein bedeutender Kunsthistoriker und Museumsleiter in Berlin und München.

## Ehrungen
1845 wurde er zum Mitglied der Deutschen Akademie der Naturforscher Leopoldina gewählt. Seit 1849 war er korrespondierendes Mitglied der Bayerischen Akademie der Wissenschaften.

## Kritik
Tschudi eignete sich im Jahr 1858 in Bolivien unrechtmässig die sogenannte «Ekeko»-Figur an. Im November 2014 gab das Historische Museum Bern die Statue nach längeren Restitutionsverhandlungen dem Nationalen Museum für Archäologie in La Paz zurück.

## Dedikationsnamen
George Robert Gray nannte 1846 den Schuppenkotinga (Ampelioides tschudii) als Ersatzname für Ampelis cincta Tschudi, 1843. Auch die Namen der Sichelguan-Unterart (Chamaepetes goudotii tschudii Taczanowski, 1886), der Graurallen-Unterart (Pardirallus sanguinolentus tschudii  Chubb, C, 1919), der Gelbzügel-Pipritestyrann-Unterart (Piprites chloris tschudii Cabanis, 1874) und der Schwarzgrauer-Ameisenwürger-Unterart (Thamnophilus nigrocinereus tschudii von Pelzeln, 1868) wurden zu seinen Ehren vergeben. Bei Tyrannula tschudii Hartlaub, 1844 handelt es sich um ein Synonym der Schuppenrücken-Maskentyrann-Unterart (Empidonomus varius rufinus (von Spix, 1825)), bei Pyranga testacea tschudii von Berlepsch & Sztolcman, 1892 ein Synonym für die Hochland-Zinnobertangare (Lesson, RP, 1834).
Etwas komplizierter scheint die Prioritätsfrage hinsichtlich des Namens Thalurania tschudii Sclater, PL, 1859. James Lee Peters setzte 1945 diese Unterart in Synonymität mit Thalurania furcata nigrofasciata (Gould, 1846). Gleichzeitig setzte er Thalurania tschudii Gould, 1860 in Synonymität mit Thalurania furcata jelskii Taczanowski, 1874. Peters begründete seine Entscheidung auf Basis unterschiedlicher Verbreitungsgebiete. Diese Analyse kann aus verschiedenen Gründen angezweifelt werden. Zum einen passt das Verbreitungsgebiet von T. f. nigrofasciata nicht zu Gualaquiza oder Zamora. Zum zweiten beschrieb Gould 1861 A monograph of the Trochilidæ, or family of humming-birds klar und deutlich, das Sclaters und seine Beschreibung sich auf Trochilus furcatus Tschudi, 1846 beziehen. Auch bezog sich Goulds Verbreitungsgebiet nicht ausschließlich auf den Río Ucayali, sondern reichte über Ecuador und Peru. Zudem verwendete Sclater Goulds Manuskript. Selbst T. f. jelskii als Synonym kann in Zweifel gezogen werden, da beide Autoren Ecuador als Verbreitungsgebiet nannten. Hier wäre T. f. viridipectus Gould, 1848 das wahrscheinlichste Synonym.
Mit dem Tschudi-Meerschweinchen (Cavia tschudii Fitzinger, 1867), sowie der Spießhirsche-Unterart (Mazama gouazoubira tschudii (Wagner, 1855)) wurden ihm auch Säugetiernamen gewidmet.

## Schriften und Werke
- Monographie der schweizerischen Echsen, Petitpierre, Neuchâtel 1837, doi:10.3931/e-rara-10859
- Classification der Batrachier, mit Berucksichtigung der fossilen Thiere dieser Abtheilung der Reptilien, Petitpierre, Neuchâtel 1838, doi:10.3931/e-rara-34403
- Untersuchungen über die Fauna peruana, Scheitlin und Zollikofer, St. Gallen 1844–1846, Digitalisat
- Die Kechuasprache, Kaiserlich-Königliche Hof- und Staatsdr., Wien 1853, 3 Bde., Sprachlehre Digitalisat, Sprachproben Digitalisat und Wörterbuch Digitalisat
- Ollanta, ein altperuanisches Drama, aus der Kechuasprache übersetzt und kommentiert, Karl Gerold’s Sohn, Wien 1875,  Digitalisat.
- Organismus der Khets̆ua-Sprache, F.A. Brockhaus, Leipzig 1884, Digitalisat
- Peru, Reiseskizzen, 1838–1842, Scheitlin und Zollikofer, St. Gallen 1846, 2 Bde.: 1. Bd. Digitalisat und 2. Bd. Digitalisat
- Antiguedades peruanas, Wien 1851, (in span. Sprache), Digitalisat
- Reisen durch Südamerika, F.A. Brockhaus, Leipzig 1866–1869, 5 Bde., 1. Bd. Digitalisat, 2. Bd. Digitalisat, 3. Bd. Digitalisat, 4. Bd. Digitalisat und 5. Bd. Digitalisat
- Diagnosen einiger neuer peruanischer Vögel. In: Archiv für Naturgeschichte: Zeitschrift für systematische Zoologie. Band 9, Nr. 1, 1843, S. 385–390 (biodiversitylibrary.org).
- Avium conspectus quae in Republica Peruana reperiuntur et pleraeque observatae vel collectae sunt in itinere. In: Archiv für Naturgeschichte. Band 10, Nr. 1, 1844, S. 262–317 (biodiversitylibrary.org).
- Untersuchungen über die Fauna Peruana. Scheitlin und Zollikofer, St. Gallen (biodiversitylibrary.org – 1844–1846).
- Culturhistorische und sprachliche Beiträge zur Kenntniss des alten Perú. 1891 (Digitalisat)

In seinem Werk The Naturalist in Nicaragua (Auflage 1873, S. 120) wird Von Tschudi vom englischen Naturforscher Thomas Belt im Zusammenhang mit der Klassifizierung der Haushunde der Indianer Tropenamerikas erwähnt. Von Tschudi stellt bei den Indianern zwei Hunderassen fest: Canis caraibicus (Lesson) und Canis ingae (Tschudi).